# Plagioecia lactea
Plagioecia lactea är en mossdjursart som beskrevs av Calvet 1903. Plagioecia lactea ingår i släktet Plagioecia och familjen Plagioeciidae. Inga underarter finns listade i Catalogue of Life.